# Kaspar Nikolaus von Kerckerinck zur Borg
Kaspar Nikolaus von Kerckerinck zur Borg (Taufname: Kaspar Nikolaus Mauritz) (* 6. Februar 1713 in Haus Borg; † 14. Mai 1746) war Domherr in Münster und Paderborn.

## Leben

### Herkunft und Familie
Kaspar Nikolaus von Kerckerinck zur Borg entstammte als Sohn des Jobst Stephan von Kerckerinck zur Borg und seiner Gemahlin Maria Agnes Dorothea von Ketteler zu Bollen der alten westfälischen Erbmännerfamilie Kerckerinck. Seine Geschwister waren
- Theodora Elisabeth Franziska (1706–1770, ⚭ 1731 Caspar Bernhard Franz von Weichs zur Wenne (1695–1736)),
- Sophie Josephine, ⚭ 1732 Ferdinand Wilhelm von der Recke zu Steinfurt (1707–1761)
- Clemens August (1720–1755).

Am 23. Oktober 1740 heiratete Kaspar in Münster Cornelia Louisa Droste zu Vischering. Zwei Söhne und eine Tochter aus dieser Ehe starben bereits nach kurzer Zeit. Der Sohn Clemens August (1747–1805) war mit Maria Alexandrine Heereman von Zuydtwyck verheiratet.

### Wirken
Mit dem Erhalt der Tonsur am 23. Februar 1725 wurde Kaspar Nikolaus auf ein geistliches Leben vorbereitet. In seiner Funktion als Turnar nominierte ihn sein Onkel Goswin Konrad für eine Dompräbende in Münster. Damit war er einer der ersten Begünstigten aus den Erbmännerfamilien, die nach über 150-jährigem Streit mit dem Domkapitel diese Position einnehmen konnte. Ebenfalls im Jahr 1725 erhielt Kaspar Nikolaus eine Dompräbende in Paderborn. Von 1732 bis 1733 studierte er an der Universität Orléans. Mit seiner Heirat verzichtete Kaspar zugunsten seines Bruders Clemens August auf seine Dompräbenden. Mit der Aufschwörung zur Münsterschen Ritterschaft am 3. Dezember 1742 gehörte er dem Landtag an, einem Gremium, das sich aus den drei Ständen zusammensetzte. Seine Aufgabe bestand in der Regelung des Steuerwesens und ab 1747 auch des Fehdewesens im Hochstift Münster.
Kaspar Nikolaus brachte die gesamte Familie in eine schwere Schuldenkrise, die im Jahre 1749 zum Konkurs führte. Erst 1782 gelang es seinem Sohn Clemens August, das Konkursverfahren zu beenden.